# مهرجان أماكولا السينمائي الدولي
مهرجان أماكولا السينمائي الدولي (بالإنجليزية: Amakula International Film Festival)‏ هو مهرجان سينمائي سنوي يقام في أوغندا، تأسس عام 2004. يعتبر أقدم مهرجان سينمائي في أوغندا أسسته مؤرخة الأفلام الهولندية أليس سميتس والمخرج الأمريكي لي إلكسون. 

## توقف
تلقى المهرجان انتكاسة كبيرة في عام 2012، والتي كانت وفقًا لبعض المصادر لأسباب مالية، لكنه عاد في 16 مارس 2016 تحت إدارة جديدة، حيث انتقلت من مؤسسة (Amakula Cultural Foundation) إلى مؤسسة (Bayimba Cultural Foundation) الآن. 